# Cyrtodactylus aaroni
Cyrtodactylus aaroni là một loài thằn lằn trong họ Gekkonidae. Loài này được Günther & Rösler mô tả khoa học đầu tiên năm 2003.